# Hyderabad Football Club
Maillots
Le Hyderabad Football Club (en télougou : హైదరాబాదు ఫుట్‌బాల్ క్లబ్, en ourdou : حیدرآباد فٹ بال کلب, et en hindi : हैदराबाद फुटबॉल क्लब), plus couramment abrégé en Hyderabad FC, est un club indien de football fondé en 2019 et basé dans la ville d'Hyderabad, dans l'État du Telangana.
Franchise de football créée à la suite de la dissolution du Football Club Pune City, elle participe actuellement à l'Indian Super League, échelon le plus haut du football indien avec la I-League. Les propriétaires sont Vijay Madduri, Varun Tripuraneni et Rana Daggubati.
Manolo Márquez est l'entraineur de l'équipe depuis le 31 août 2020. Les Nizams jouent actuellement leurs matchs au GMC Balayogi Athletic Stadium, en banlieue d'Hyderabad. Le stade a une capacité de 30 000 places.

## Histoire

### Formation du club
En février 2019, il est révélé que le FC Pune City, aidé par l'Indian Super League, est en grande difficulté financière, poussant ses propriétaires à vouloir vendre la franchise. D'après certaines informations, celle-ci a des retards de paiement envers ses joueurs, et des discussions commencent pour une fusion avec le rival local Mumbai City. La fusion n'a finalement pas lieu.
À la suite de cela, le 26 août 2019, le propriétaire de Kerala Blasters, une autre franchise de l'Indian Super League, achète la majorité des parts du FC Pune City. La rumeur courait d'après l'Hindustan Times que la franchise allait être dissoute et remplacée, rumeur ni confirmée par Gaurav Medel, le directeur du club à l'époque, ni par Varun Tripuraneni, acquéreur de la majorité des parts du club et propriétaire de Kerala Blasters. Cependant, le lendemain, la direction annonce que le FC Pune City est remplacé par l'Hyderabad FC à compter de la saison 2019-2020. C'est aussi à cette occasion que Tripuraneni et Vijay Madduri achètent les parts restantes de la franchise pour en prendre la direction. Ils sont rejoints quelques mois plus tard par l'acteur indien Rana Daggubati, qui achète des parts dans la franchise. L'identité du groupe sportif et les visuels des maillots sont révélés le 29 septembre 2019.

### Saison inaugurale
La saison 2019-2020 de l'Hyderabad FC commence avec tous les anciens joueurs du FC Pune City, qui ont été signés avec le nouveau groupe professionnel. L'entraineur pour cette saison est Phil Brown. La saison commence mal, avec une défaite 5-0 face à l'ATK Football Club. Malheureusement, le reste de la saison ne s'arrange pas, ce qui conduit Phil Brown et la direction à se séparer à l'amiable le 11 janvier 2020. Le poste est repris par Xavier Gurri López, qui ne parviendra pas à relever l'équipe. Hyderabad FC finit dernière de la saison 2019-2020 de l'Indian Super League. Cependant, conformément au fonctionnement de l'ISL qui ne comporte que des clubs franchisés, il n'y a pas de relégation ni de promotion. La franchise a seulement échoué à se qualifier pour la phase finale de l'ISL. À la suite de cela, Manolo Márquez prend les rênes de l'équipe pour la saison 2020-2021.
À la fin de cette saison inaugurale catastrophique, un nouveau partenariat prometteur est tout de même annoncé. En effet, depuis le 16 juin 2020, l'Hyderabad FC et le Borussia Dortmund sont liés pour deux ans au minimum, ou cinq ans dans le cas d'un prolongement optionnel, soit potentiellement jusqu'en 2025.

## Palmarès
- Indian Super League : (1)
  - Champion : 2021-22

## Stade

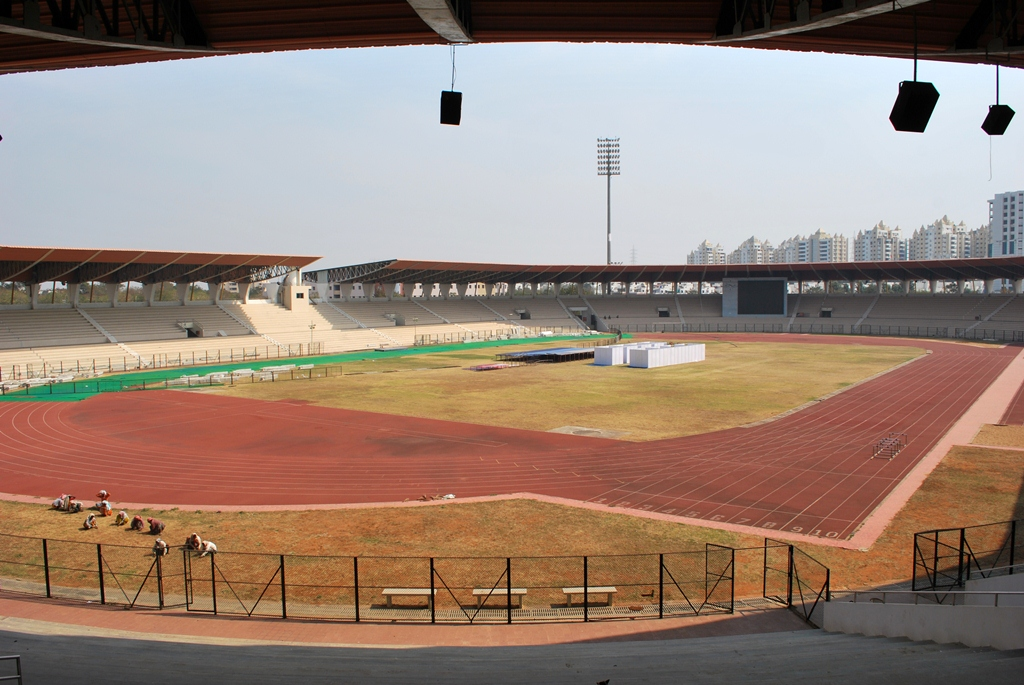
Le GMC Balayogi Athletic Stadium, ici en 2012.

Le Ganti Mohana Chandra Balayogi Athletic Stadium est un stade situé dans le quartier de Gachibowli à Hyderabad. Il est construit en 2002 à l'occasion des Jeux afro-asiatiques de 2003. Le stade accueille principalement des évènements de football, même s'il est doté d'équipements d'athlétisme. Celui-ci a une capacité de 30 000 places et couvre la majorité des spectateurs en cas de mauvais temps.

## Personnalités du club

### Entraîneurs du club
- Phil Brown (29 août 2019 - 11 janvier 2020)
- Mehrajuddin Wadoo (11 janvier 2020 - 24 janvier 2020)
- Xavi Gurri (24 janvier 2020 - 1er juin 2020)
- Albert Roca (1er juin 2020 - 29 août 2020)
- Manolo Márquez (31 août 2020 - mai 2023)
- Thangboi Singto (depuis juillet 2023)

## Identité du club
La franchise a pour couleurs principales le noir et le jaune. D'après sa direction, le logo est censé représenter la ville et son héritage culturel. En effet, on peut y voir une référence aux minarets de la mosquée de Charminar, ainsi qu'au diamant de Koh-i Nor. Reyaur Sports est l'équipementier de l'Hyderabad FC pour la saison 2019-2020. Pour l'édition 2020-2021, Reyaur Sports est remplacé par l'équipementier T10 Sports.